# Fakulteta za šport in telesno vzgojo v Sarajevu
Fakulteta za šport in telesno vzgojo (izvirno bosansko Fakultet sporta i tjelesnog odgoja u Sarajevu), s sedežem v Sarajevu, je fakulteta, ki je članica Univerze v Sarajevu.